# 埃斯佩哈
埃斯佩哈，是西班牙卡斯蒂利亚-莱昂萨拉曼卡省的一个市镇。 总面积98平方公里，总人口294人（2001年），人口密度3人/平方公里。